# Rüsselsheimer RK
Rüsselsheimer Ruder-Klub 08 e.V. is een Duitse roei-, tennis- en hockeyclub uit Rüsselsheim am Main. De club is opgericht op 25 juli 1908 als roeivereniging. Sind 1925 wordt er ook gehockeyd op de club. De hockeydames en heren zijn verschillende keren Duits kampioen geworden. Tevens wonnen de dames in 1993 en 1998 de Europcacup I.

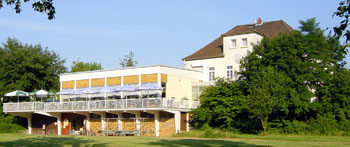
Het boothuis van Rüsselsheimer RK

## Bekende (oud-)hockeyers

### Mannen
- Christopher Reitz

### Vrouwen
- Mandy Haase
- Silke Müller